# Ostrov (okres Příbram)
Ostrov (německy Wostrow) je obec v okrese Příbram ve Středočeském kraji, asi 9 km jižně od Příbrami. Žije zde 161 obyvatel.

## Historie
První písemná zmínka o obci pochází z roku 1333.
Dne 2. srpna 2009 obec poničila povodeň.

## Obecní správa

### Části obce
- Ostrov (k. ú. Ostrov u Tochovic)

Sousedními obcemi sídla jsou Milín, Tochovice, Lazsko a Vrančice.

### Územněsprávní začlenění
Dějiny územněsprávního začleňování zahrnují období od roku 1850 do současnosti. V chronologickém přehledu je uvedena územně administrativní příslušnost obce v roce, kdy ke změně došlo:
- 1850 země česká, kraj Plzeň, politický i soudní okres Březnice[4]
- 1855 země česká, kraj Písek, soudní okres Březnice
- 1868 země česká, politický okres Blatná, soudní okres Březnice
- 1939 země česká, Oberlandrat Klatovy, politický okres Blatná, soudní okres Březnice[5]
- 1942 země česká, Oberlandrat Plzeň, politický okres Strakonice, soudní okres Březnice[6]
- 1945 země česká, správní okres Blatná, soudní okres Březnice[7]
- 1949 Pražský kraj, okres Příbram[8]
- 1960 Středočeský kraj, okres Příbram
- 2003 Středočeský kraj, okres Příbram, obec s rozšířenou působností Příbram

### Členství ve sdruženích
Obec je členem MAS Podbrdsko z.s, jehož cílem  je rozvíjet venkovský region za pomoci dotací ze Strukturálních fondů EU, z národních Operačních programů a dalších zdrojů.

## Společnost

### Rok 1932
V obci Ostrov (255 obyvatel) byly v roce 1932 evidovány tyto živnosti a obchody: 2 hostince, kovář, 2 krejčí, mlýn, 2 obuvníci, 11 rolníků, obchod se smíšeným zbožím, Spořitelní a záložní spolek pro Ostrov, trafika, truhlář, hajný, 2 požárníci.

## Doprava

### Dopravní síť
Do obce vedou silnice III. třídy.

### Autobusová doprava 2024
Autobusovou dopravu v obci Ostrov zajišťuje společnost Arriva Střední Čechy. Obec je součástí Pražské integrované dopravy (PID). V obci se nachází zastávka Ostrov. Autobusová linka 511 zajišťuje spojení mezi Lazskem, Milínem, Lešeticemi a Příbramí. V opačném směru míří do Březnice a projíždí obcemi Tochovice, Horčápsko, Starosedlský Hrádek, Tušovice, Svojšice, Chraštice, Nestrašovice a dalšími vesnicemi na trase.

### Železniční doprava 2024
Územím obce prochází jednokolejná regionální železniční trať 200 Zdice–Protivín, která byla uvedena do provozu v roce 1875. Nedaleko obce se nachází železniční zastávka Ostrov u Tochovic, kde zastavují osobní vlaky linky S60. Tyto vlaky, provozované společností České dráhy, jezdí z Berouna přes Zdice a Příbram a pokračují dále do Březnice, Blatné nebo Strakonic.